# Папа Урбан II
Урбан II, право име Ед де Лажери (фр. Eudes de Lagery; рођен у месту Шатијон сир Марн 1035; преминуо у Риму 29. јула 1099. године), био је римски папа од 1088. до своје смрти 1099. године.

## Биографија

### Младост
Пореклом Француз, био је припадник бенедиктинаца, најстаријег монашког реда у католичкој цркви. Одгајан је за клерика у Ремсу у школи Светог Бруна где је и постављен 1055/60. године за архиђакона. Између 1067. и 1070. напредовао до приора. На предлог папе Гргура VII долази у Рим где је постављен за кардинала бискупа Остије. Године 1084. послат је као легат у Немачку. Убрзо, након четири године, 12. марта 1088. изабран је за папу.

### Папа Урбан II
За време свог понтификата наставља политику папе Гргура VII у борби за инвеституру против Хенрика IV, Светог римског цара. Бацио је анатему на француског краља Филипа I, односно (екскомуницирао) га је. У то време Селџуци су заузели већи део Мале Азије па свети град Јерусалим бива угрожен. Подстакнут молбом византијског цара Алексија I Комнина да му помогне у одбрани Јерусалима, Урбан II на концилима у Пјаченци и Клермону (1095), пред око 200 присутних бискупа и племића, позива вернике на у крсташки рат за ослобођење Христовог гроба и ослобађање светог града Јерусалима од неверника.
Папа Урбан II, 27. новембра 1095.:
Јерусалим сада држе непријатељи Христови. Он жуди за ослобађањем и не престаје да вас преклиње како бисте му притекли у помоћ. Бог је вама Францима подарио славу по оружју већу но што је у других народа. Стога са ревношћу предузмите ово путовање да бисте се ослободили својих греха, са извесношћу награде - непролазне славе у царству небеском.
Тако је започела за средњоевропску историју врло значајна епоха крсташких ратова. 
Умро је две недеље након освајања Јерусалима од стране Крсташа. Проглашен за светитеља 1881. године. Дан сећања на њега је 29. јул.